# Mauro Estol
Mauro Nahuel Estol Rodríguez (n. Montevideo, Uruguay; 27 de enero de 1995) es un futbolista uruguayo. Juega como mediocampista y su equipo actual es el CA River Plate Montevideo de la Primera División de Uruguay.

## Trayectoria
Estol comenzó a jugar el fútbol en el baby de Cerromar, hasta el año 2008, cuando pasó a la escuelita de Racing. Ya en 2009, comenzó las divisiones formativas en Séptima División, fue ascendiendo hasta que llegó a Cuarta.
En su segundo año con la sub-19, fue ascendido a mitad de año, para comenzar la temporada 2014/15 con el plantel de Primera.
El 16 de agosto de 2014 debutó como profesional en el primer equipo de Racing, ingresó al minuto 93 para enfrentar a Danubio, el partido terminó 4 a 2 a favor. El técnico Mauricio Larriera lo mandó a la cancha con 19 años y 199 días.
Racing logró el segundo puesto en el Torneo Apertura 2014, pero Estol no tuvo continuidad y jugó 21 minutos en 3 partidos.
En el Torneo Clausura 2015, volvió a estar en el banco de suplentes sin minutos, hasta la fecha 11, en la que jugó como titular por primera vez, fue el 3 de mayo contra Rentistas, pero perdieron 4 a 1. Finalmente estuvo presente en los 3 partidos siguientes y no fue convocado para el último encuentro de la temporada. Acumuló 58 minutos y 4 presencias. Racing quedó en la última posición del torneo.
Para la temporada 2015/16, no fue considerado en todo el Torneo Apertura. Pero en el Torneo Clausura, se ganó el puesto y disputó su segundo partido como titular además fue el primero en el que jugó los 90 minutos, se enfrentaron a El Tanque Sisley el 2 de febrero de 2016 y ganaron 2 a 0.
El 14 de febrero, Mauro fue titular nuevamente, esta vez contra Defensor Sporting en el Franzini, jugó todo el partido, anotó su primer gol con la camiseta de Racing en la máxima categoría y ganaron 3 a 1.
El 28 de agosto de 2019 fichó por el Bisceglie italiano.

## Selección nacional
En el 2014, fue parte del proceso de la selección Sub-20 de Uruguay conducida por Fabián Coito.
Debutó con la Celeste el 22 de setiembre ante Perú, jugó como titular y perdieron 2 a 1.
Viajó a Chile para jugar el Torneo Cuatro Naciones, contra las selecciones Sub-20 de México, Chile y Colombia en carácter amistoso. Terminaron en tercer lugar luego de ganar el primer encuentro pero perder los dos restantes. Mauro anotó su primer gol con Uruguay y estuvo presente en 2 partidos.
Luego no volvió a ser considerado por el entrenador.

### Detalles de partidos
| Con Uruguay Sub-20 | Con Uruguay Sub-20 | Con Uruguay Sub-20 | Con Uruguay Sub-20       | Con Uruguay Sub-20   | Con Uruguay Sub-20              | Con Uruguay Sub-20 | Con Uruguay Sub-20 | Con Uruguay Sub-20 | Con Uruguay Sub-20 |
| N°                 | Rival              | Resultado          | Fecha                    | Lugar                | Competencia                     | Goles              | Asistencias        | Ref.               |                    |
| ------------------ | ------------------ | ------------------ | ------------------------ | -------------------- | ------------------------------- | ------------------ | ------------------ | ------------------ | ------------------ |
| 1                  | Perú               | 1:2 (0:0)          | 22 de septiembre de 2014 | Montevideo · Uruguay | Amistoso                        | -                  | -                  | 1                  |                    |
| 2                  | México             | 2:1 (2:0)          | 8 de octubre de 2014     | Santiago · Chile     | Amistoso Torneo Cuatro Naciones | 40'                | -                  | 2                  |                    |
| 3                  | Colombia           | 0:2 (0:2)          | 13 de octubre de 2014    | Santiago · Chile     | Amistoso Torneo Cuatro Naciones | -                  | -                  | 3                  |                    |

## Estadísticas

### Clubes
Actualizado al 29 de septiembre de 2019.
| Club               | Div.          | Temporada     | Liga  | Liga  | Copas nacionales | Copas nacionales | Torneos internacionales | Torneos internacionales | Total | Total |
| Club               | Div.          | Temporada     | Part. | Goles | Part.            | Goles            | Part.                   | Goles                   | Part. | Goles |
| ------------------ | ------------- | ------------- | ----- | ----- | ---------------- | ---------------- | ----------------------- | ----------------------- | ----- | ----- |
| Racing · Uruguay   | 1ª            | 2014/15       | 7     | 0     | -                | -                | -                       | -                       | 7     | 0     |
| Racing · Uruguay   | 1ª            | 2015/16       | 12    | 1     | -                | -                | -                       | -                       | 12    | 1     |
| Racing · Uruguay   | 1ª            | 2016          | 8     | 0     | -                | -                | -                       | -                       | 8     | 0     |
| Racing · Uruguay   | 1ª            | 2017          | 28    | 1     | -                | -                | -                       | -                       | 28    | 1     |
| Racing · Uruguay   | 1ª            | 2018          | 12    | 0     | -                | -                | -                       | -                       | 12    | 0     |
| Racing · Uruguay   | 1ª            | 2019          | 7     | 1     | -                | -                | -                       | -                       | 7     | 1     |
| Racing · Uruguay   | Total club    | Total club    | 74    | 3     | 0                | 0                | 0                       | 0                       | 74    | 3     |
| Bisceglie · Italia | 3ª            | 2019/20       | 2     | 0     | -                | -                | -                       | -                       | 2     | 0     |
| Bisceglie · Italia | Total club    | Total club    | 2     | 0     | 0                | 0                | 0                       | 0                       | 2     | 0     |
| Total carrera      | Total carrera | Total carrera | 2     | 0     | 0                | 0                | 0                       | 0                       | 76    | 3     |

### Selecciones
Actualizado al 13 de octubre de 2014.
Último partido citado: Colombia 2 - 0 Uruguay
| Selección        | Temporada     | Sudamericano | Sudamericano | Mundial | Mundial | Amistosos | Amistosos | Total | Total |
| Selección        | Temporada     | Part.        | Goles        | Part.   | Goles   | Part.     | Goles     | Part. | Goles |
| ---------------- | ------------- | ------------ | ------------ | ------- | ------- | --------- | --------- | ----- | ----- |
| Sub-20 · Uruguay | 2014/15       | -            | -            | -       | -       | 3         | 1         | 3     | 1     |
| Sub-20 · Uruguay | Total sel.    | 0            | 0            | 0       | 0       | 3         | 1         | 3     | 1     |
| Total carrera    | Total carrera | 0            | 0            | 0       | 0       | 3         | 1         | 3     | 1     |

## Palmarés

### Distinciones individuales
| Distinción                                              | Año  |
| ------------------------------------------------------- | ---- |
| Mejor jugador de la etapa del Torneo Clausura - Fecha 2 | 2016 |